# Khumo Motlhabane
Khumo Motlhabane (ur. 17 grudnia 1981) – botswański piłkarz grający na pozycji lewego obrońcy. W swojej karierze rozegrał 30 meczów i strzelił 1 gola w reprezentacji Botswany.

## Kariera klubowa
Swoją karierę Motlhabane rozpoczął w klubie Jwaneng Comets FC. W sezonie 2000/2001 zadebiutował w jego barwach w pierwszej lidze botswańskiej. W latach 2002–2004 grał w BMC Lobatse, w latach 2004-2005 w Lobtrans Gunners, a w latach 2005-2010 w Uniao Flamengo Santos FC, w którym zakończył karierę. W 2009 roku zdobył z nim Puchar Botswany.

## Kariera reprezentacyjna
W reprezentacji Botswany Motlhabane zadebiutował 30 marca 2002 roku w zremisowanym 0:0 i ostatecznie przegranym 4:5 po serii rzutów karnych meczu COSAFA Cup 2002 z Republiką Południowej Afryki. Od 2002 do 2007 wystąpił w kadrze narodowej 30 razy i strzelił 1 gola.